# Олександр Янков
Олександр Янков (болг. Александър Янков; 22 червня 1924, Бургас — 17 жовтня 2019, Софія) — болгарський юрист та дипломат. Член-кореспондент Болгарської академії наук, професор, доктор юридичних наук. Постійний представник Болгарії при Організації Об'єднаних Націй (1976—1980).

## Життєпис
Народився 22 червня 1924 року в Бургасі. У 1951 році закінчив юридичний факультет Софійського університету.
У 1951—1970 роках викладав у Софійському університеті. З 1951 р. — асистент професора юридичного факультету, з 1964 р. — старший асистент. З 1954 по 1957 рр. — секретар Міжнародної студентської спілки в Празі. У 1961 році отримав спеціалізацію з міжнародного права в Академії міжнародного права в Гаазі. У 1964 році здобув ступінь доктора філософії та був обраний доцентом. У 1965—1973 рр. — доцент кафедри міжнародного права юридичного факультету Софійського університету, а з 1973 р. — професор кафедри міжнародного права та міжнародних відносин на юридичному факультеті Софійського університету, який очолював у 1980—1989 рр.
З 1957 р. — консультант з міжнародно-правових питань Міністерства закордонних справ Болгарії. Представляє Болгарію в ряді міжнародних організацій і конференцій: в Комітеті ООН з мирного використання морського дна і є його віцеголовою (1968—1973), в Міжнародній морській організації і є головою Восьмої асамблеї в Лондоні в 1973 році.
У 1965 р. став радником Народної Республіки Болгарії в Секретаріаті ООН. З 1972 по 1976 рік був послом Болгарії у Великій Британії та Північній Ірландії. Він був Постійним представником Болгарії при Організації Об'єднаних Націй в Нью-Йорку з 1976 по 1980 рік.
У 1981 р. обраний членом-кореспондентом БАН. У 1988—1989 рр. очолював відділ міжнародного права та міжнародних відносин Інституту держави і права Болгарської академії наук. У період 1988—1991 рр. був заступником голови Болгарської академії наук. Був членом президії і головою (1987—1989) Спілки вчених Болгарії, а також членом Центральної ради Спілки юристів Болгарії.
У 1989—1990 роках — голова Комітету з питань науки і вищої освіти, перший заступник голови Національної ради з питань освіти, науки і культури.
Він був членом Комісії ООН з міжнародного права в Женеві з 1977 по 1996 рік, Постійного арбітражного суду в Гаазі з 1971 року, а також Міжнародного трибуналу з морського права в Гамбурзі з 1 жовтня 1996 року.
Олександр Янков був одним із засновників Болгарської асоціації міжнародного права у 1962 році та її головою з 1982 року. Він також є співзасновником Національної асоціації міжнародних відносин та її незмінним головою з 1994 року. Він був членом Американської асоціації міжнародного права у Вашингтоні (з 1966 р.), Асоціації міжнародного права в Лондоні (з 1968 р.) та її виконавчого комітету, а також Французької асоціації міжнародного права в Парижі (з 1982 р.). Міжнародний океанографічний інститут на Мальті (з 1969 р.), його наукова рада (з 1981 р.) і віцеголова (з 1995 р.), секція соціології міжнародних відносин Міжнародної соціологічної асоціації та її заступник голови, 1972—1977 рр., Інституту міжнародного права в Брюсселі (з 1979 р.), Незалежної Світової океанічної комісії в Лісабоні (з 1995 р.).
Помер 17 жовтня 2019 року в Софії.